# Liêu Hà

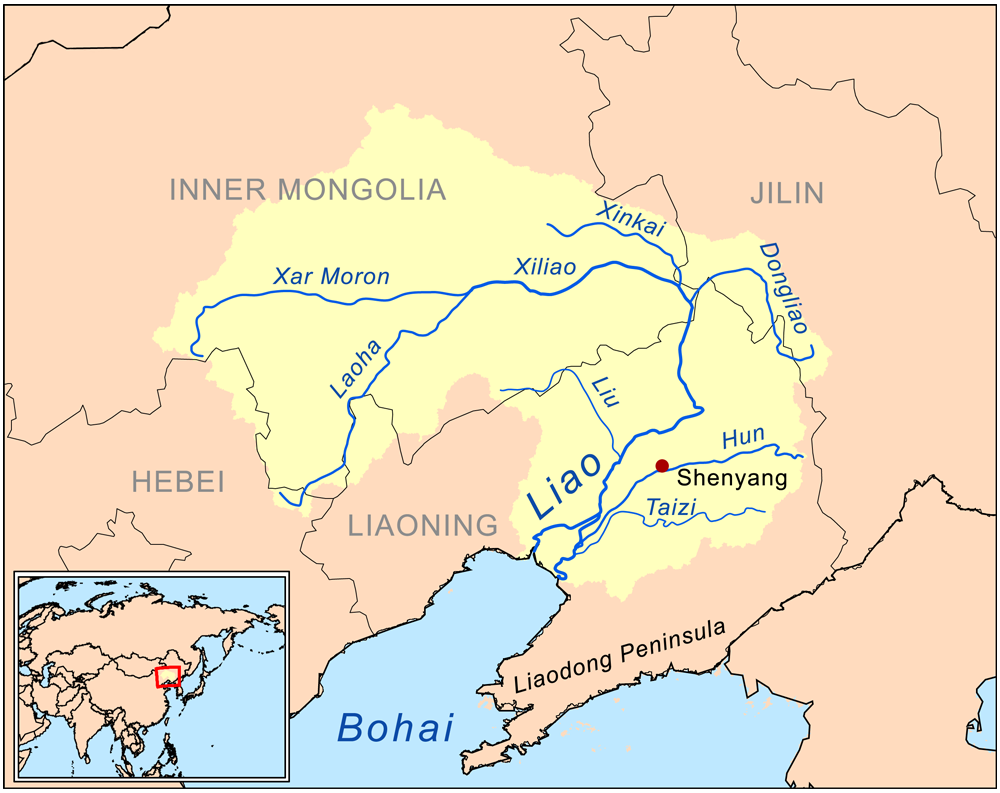

Sông Liêu (giản thể: 辽河; phồn thể: 遼河; bính âm: Liáo hé; phiên âm Hán-Việt: Liêu Hà) là một dòng sông lớn ở miền nam Mãn Châu. Với chiều dài 1345 km, con sông này được xếp vào nhóm 7 dòng sông lớn nhất Trung Quốc. Tên tỉnh Liêu Ninh và bán đảo Liêu Đông đều lấy từ tên dòng sông này.
Sông Liêu có hai nguồn ở hai phía đông và tây. Nguồn chính là dòng Lão Cáp (老哈河, Laoha He) bắt nguồn từ Hà Bắc chảy vào phía đông nam khu tự trị Nội Mông, nơi có sông Tây Lạp Mộc Luân (西拉木倫河, tiếng Mông Cổ: Šira Mören, tiếng Anh: Xar Moron) tiếp nước bên tả ngạn để trở thành dòng Tây Liêu (Xiliao He, 西遼河). Trước khi vào địa phận Cát Lâm, dòng Tây Liêu lại đón nhận dòng Tô Hạp (Xinkai he, 苏台河).
Nguồn phía đông của sông Liêu là dòng Đông Liêu (Dongliao He, 東遼河) bắt nguồn từ vùng núi thấp ở miền trung Liêu Ninh. Đông Liêu và Tây Liêu gặp nhau ở Khang Bình, Liêu Ninh chính thức thành sông Liêu. Từ đấy, sông Liêu chảy về phía tây nam qua vùng bình nguyên rộng lớn và thoát ra biển Bột Hải. Trước khi đổ ra biển, sông Liêu còn nhận nước từ một số sông nữa ở cả hai bên hữu ngạn và tả ngạn.